# マーヴェリック (1994年の映画)
『マーヴェリック』（英: Maverick）は、1994年のアメリカ映画。

## 概要
ロイ・ハギンズ製作、ジェームズ・ガーナー主演のテレビドラマ『マーベリック』を映画化したもので、ポーカー大会に出場して一攫千金を狙うギャンブラーと詐欺師、それに同行する保安官の活躍を描くコメディタッチの西部劇である。メル・ギブソン が主演で、ジョディ・フォスター 、ジェームズ・コバーン 、そして、ジェームズ・ガーナーが共演で、互いの騙し合いが最後まで続く。

## ストーリー
砂漠の真ん中で首に縄を結ばれ身動きが取れない姿勢で枯れ木に吊るされた男が死を待っていた。男はどうして自分がこんな目に遭ったかを回想する。
男の名はブレット・マーヴェリック。ブレットは数日後に開かれるポーカー大会に出場するため、その資金稼ぎに躍起になっていた。そして、酒場でガンマン相手の掛けポーカーに勝ち抜いて何とかまとまった資金を得るが、それを同席していた美貌の女ギャンブラーのアナベルに掠め取られてしまう。怒ったマーヴェリックはアナベルを追い掛けるが、そこに謎の保安官クーパーも同行することに。かくして不思議な因縁で出会った3人の珍道中が始まった。

## 登場人物
ブレット・マーヴェリック
天才ギャンブラー。
アナベル
美貌の女詐欺師。ブレットと一緒に旅をする。
ゼイン・クーパー
連邦保安官を名乗る男。
エンジェル
ならず者。
ジョゼフ
リーダー。
デュヴァル
大会主催者の提督。

## キャスト
| 役名                           | 俳優                           | 日本語吹替 | 日本語吹替 | 日本語吹替 |
| 役名                           | 俳優                           | ソフト版 | 日本テレビ版 | テレビ東京版 |
| ------------------------------ | ------------------------------ | --- | --- | --- |
| マーヴェリック                 | メル・ギブソン                 | 安原義人 | 大塚明夫 | 大塚明夫 |
| アナベル                       | ジョディ・フォスター           | 深見梨加 | 戸田恵子 | 勝生真沙子 |
| クーパー保安官                 | ジェームズ・ガーナー           | 加藤精三 | 納谷悟朗 | 納谷悟朗 |
| ジョゼフ                       | グラハム・グリーン             | 峰恵研 | 内海賢二 | 小林修 |
| エンジェル                     | アルフレッド・モリーナ         | 有本欽隆 | 玄田哲章 | 菅原正志 |
| デュヴァル提督                 | ジェームズ・コバーン           | 小林清志 | 小林清志 | 小林清志 |
| 客室係                         | ダブ・テイラー                 | | | |
| ユージーン                     | ジェフリー・ルイス             | 秋元羊介 | 滝口順平 | 大塚周夫 |
| 大公                           | ポール・L・スミス              | | | |
| トゥウィチィ                   | ダン・ヘダヤ                   | | | |
| スタッタリング                 | デニス・フィンプル             | | | |
| 年老いたギャンブラー           | デンバー・パイル               | | | |
| 愛らしい顔のギャンブラー       | クリント・ブラック             | | | |
| ジョニー・ハーディン           | マックス・パーリッチ           | 子安武人 | 平田広明 | |
| ポーカープレーヤー             | アート・ラフルー               | | | |
| ポーカープレーヤー             | レオ・ゴードン                 | | | |
| ポーカープレーヤー             | ポール・テュールペ             | | | |
| メアリー                       | ジーン・デ・ベール             | | | |
| 御者                           | ポール・ブラインガー           | 長島雄一 | 北村弘一 | 北村弘一 |
| ディーラー                     | ゲイリー・リチャード・フランク | | 天野ひろゆき | |
| 白い帽子の男                   | ？                             | | 南原清隆 | |
| 夫人                           | ？                             | | ホワイティ | |
| トニー                         | ？                             | | 勝俣州和 | |
| マッド                         | ？                             | | 有野晋哉 | |
| ベルボーイ                     | クリス・M・オールポート        | | 堀部圭亮 | |
| マーヴェリックの良心に訴える犬 | マーヴェリックの良心に訴える犬 | | ウド鈴木 | |
| インディアンの少年             | ？                             | | 濱口優 | |
| インディアンの少女             | ？                             | | ビビアン・スー | |
| 子供                           | ？                             | | 千秋 藤崎奈々子 | |
| 強盗                           | ダニー・グローヴァー           | | | |
| 不明 その他                    | N/A                            | 天田益男 叶木翔子 野沢由香里 幹本雄之 中村雄一 桜井敏治 辻親八 中田和宏 星野充昭 相沢正輝 水野龍司 小野英昭 亀井芳子 吉田美保 棚田恵美子 中澤やよい | 奥島和美 水野龍司 大川透 有本欽隆 藤本譲 星野充昭 野沢由香里 岩田安生 藤生聖子 磯辺万沙子 青山穣 乃村健次 樫井笙人 岡本章子 | 藤本譲 定岡小百合 藤生聖子 安井邦彦 岩崎ひろし 小野美幸 稲葉実 伊井篤史 出口佳代 大川透 土井隆彦 大橋世津 村井かずさ |

- 日本テレビ版：初回放送1997年12月5日『金曜ロードショー』
  - バラエティ番組『ウッチャンナンチャンのウリナリ!!』とタイアップ。番組出演者で主演（マーヴェリックもしくはアナベル）の吹替をかけて、演出の佐藤敏夫によるオーディションに参加するという内容だった。ただし、該当者は出ず最終的に全員端役の吹替で参加。なお、演技指導で番組に出演していた神谷明も収録に立ち会っているが、参加したかは不明。
- テレビ東京版：初回放送1998年12月24日『木曜洋画劇場』

## スタッフ
- 監督：リチャード・ドナー
- 製作：ブルース・デイヴィ、リチャード・ドナー
- TVシリーズ企画原案：ロイ・ハギンズ
- 脚本：ウィリアム・ゴールドマン
- 撮影：ヴィルモス・スィグモンド
- 美術：トーマス・E・サンダース
- 編集：スチュワート・ベアード、マイケル・ケリー
- 衣装：エイプリル・フェリー
- 提供：ドナー/シュラー=ドナー・プロダクションズ、アイコン・エンタテインメント・インターナショナル、ワーナー・ブラザース

日本語版
| -    | ソフト版                 | 日本テレビ版 | テレビ東京版         |
| ---- | ------------------------ | ------------ | -------------------- |
| 演出 | 蕨南勝之                 | 佐藤敏夫     | 佐藤敏夫             |
| 翻訳 | 石田泰子                 | 佐藤恵子     | 徐賀世子             |
| 調整 | 金谷和美 土屋雅紀        | 荒井孝       | 山田太平             |
| 効果 | 相原正之 米屋林太郎      | リレーション | リレーション         |
| 制作 | W・H・B プロセンスタジオ | 東北新社     | ムービーテレビジョン |

## エピソード
- テレビシリーズでブレットを演じたジェームズ・ガーナーが映画では訳ありの保安官として出演し、これに訳ありの提督でジェームズ・コバーンが出演している。話はすべて人を騙す話であるので、ドンデン返しがあって、ストーリーが簡単に説明できない映画である。ただし最後にほくそ笑むのはジョディ・フォスター であり、同時にリチャード・ドナー監督がなぜジェームズ・ガーナー を出演させたかが最後に分かる仕掛けになっている。それは映画の中盤でメル・ギブソンとジェームズ・ガーナーが一緒に歌う「アメージンググレース」にヒントがある。